# Слонімська мечеть
Слонімська мечеть – колишня мечеть у білоруському місті Слонім, Гродненська область. Розташовувалась на колишній вулиці Татарській (нині вулиця Кірова).
У 1994 в колишній господарській будівлі XIX століття було відкрито нову мечеть.

## Історія
Татари у Слонімі з'явилися у XVI столітті. У 1897 в Слонімському повіті проживало 178 татар.
У 1804  в Слонімі побудована мечеть з одним мінаретом та куполом.
25 травня 1881 під час великої міської пожежі вона згоріла і через рік була знову побудована з дерева. Гроші на будівельні матеріали пожертвував граф Франциск Пусловський.
У вересні 1939 заможні слонімські татари депортовані органами НКВС до Сибіру. Мечеть спалена німцями під час війни перед відступом влітку 1944. Після війни польсько-литовські татари активно почали виїжджати з СРСР, побоюючись нових арештів з боку НКВС. У 1946 багато з них поїхали до Польщі.

## Архітектура
Мечеть, побудована наприкінці XIX століття, композиційно є баштово-купольним варіантом (в центрі і над кутами по обидва боки міхраба), похідний від церковної архітектури цього періоду з ретроспективними російськими рисами.

## Галерея

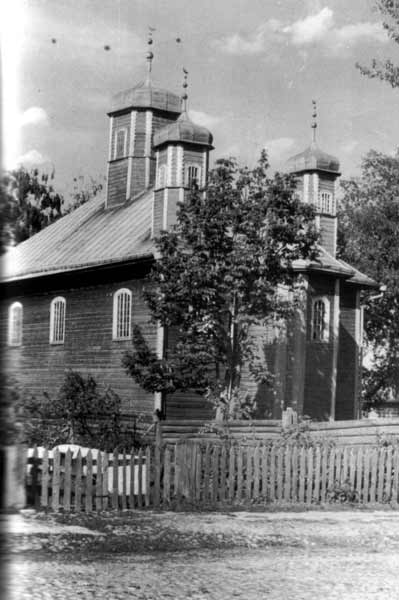
1930
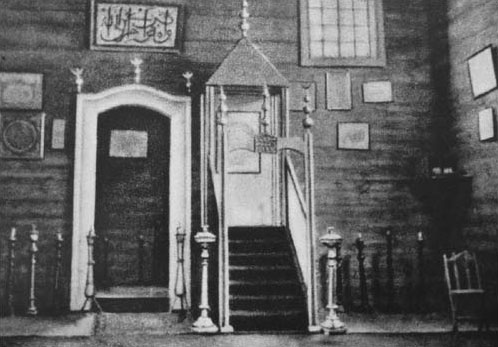
Інтер'єр мечеті з міхрабом та мінбаром
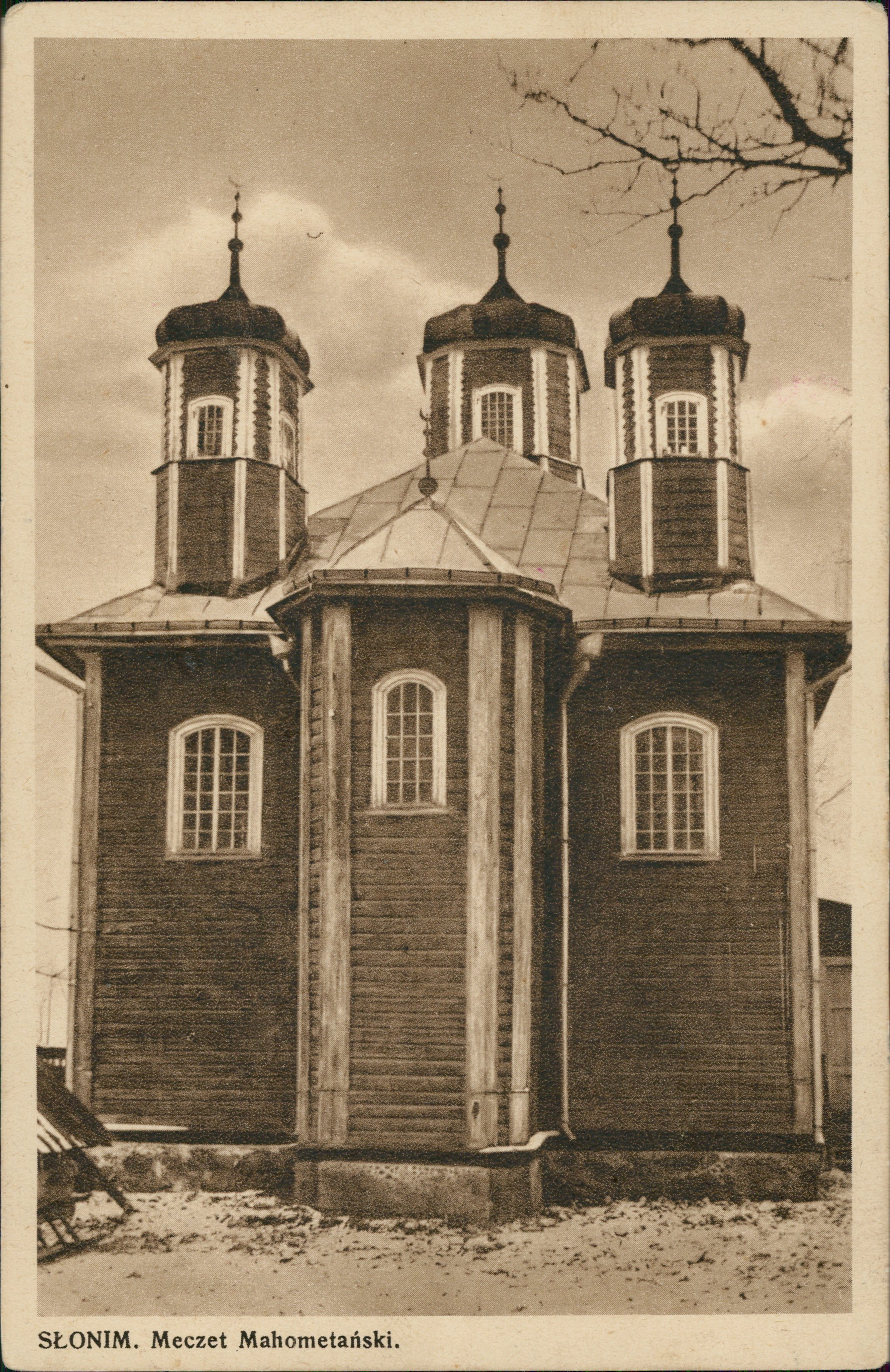
1930
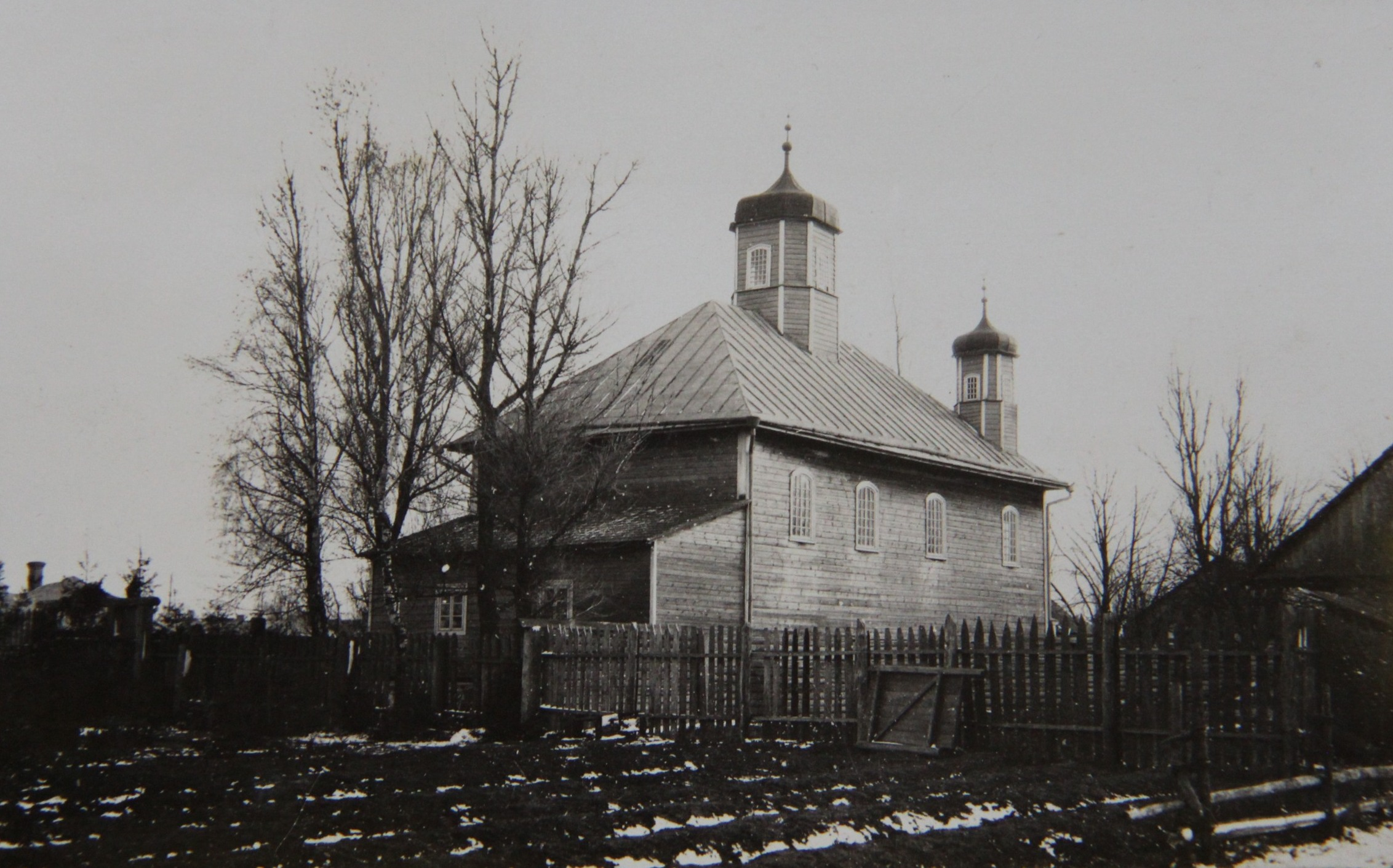
Задній фасад, 1916
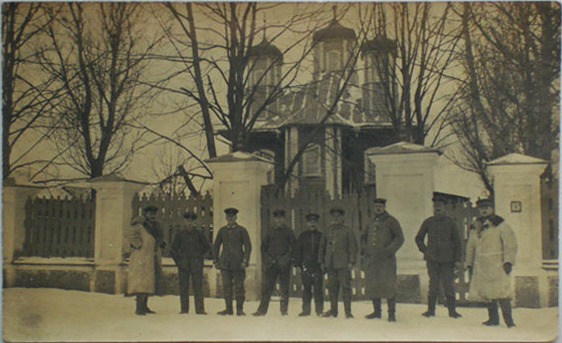
Паркан, січень 1917